# Châteaux forts en Alsace
La construction de châteaux forts débute en Alsace au Xe siècle et prend fin au début du XVIe siècle, la défense du territoire s’appuyant par la suite sur des forts et quelques grandes citadelles, comme Neuf-Brisach. Dans l’intervalle, entre cinq et six cent châteaux forts sont construits, qui se répartissent en deux grandes familles : les châteaux de plaine et les châteaux de hauteur. Les premiers représentent les deux tiers du total et sont implantés majoritairement dans la plaine d’Alsace ; ils ont en grande majorité disparu ou été fortement altérés. Bien que nettement moins nombreux, les châteaux de hauteurs sont mieux conservés en raison de leur implantation isolée en montagne et sont ainsi devenus l’archétype du château alsacien dans l’imaginaire.
Longtemps après leur abandon, les châteaux forts sont en effet devenus un élément saillant de l’imaginaire et de l’identité du territoire. Supports de légendes populaire et source d’inspiration pour les artistes romantiques au XIXe siècle, ils sont également dans la deuxième moitié de ce siècle récupérés par le pouvoir politique qui en fait un symbole de la germanité de l’Alsace. À partir de la deuxième moitié du XXe siècle c’est l’industrie touristique et le marketing qui s’en empare et les utilise comme toile de fond à des narratifs basés sur une Alsace et un Moyen Âge fantasmés.

## Historique général
Les débuts du phénomène castral en Alsace sont encore mal connus. Avant le Xe siècle, la protection de la population passe par les Fliehburgen, des fortifications collectives le plus souvent en bois et en terre, mais il existe également quelques fortifications privées. Dans les deux cas, il ne s’agit pas de châteaux, car ces fortifications ne sont pas des résidences permanentes, mais seulement des abris en cas de danger. Quelques sites, presque tous en montagne, sont qualifiés de châteaux au Xe siècle, comme le Hohenbourg, mais encore au début du XIIe siècle il n’y a guère que quelques dizaines de châteaux connus.
La construction de châteaux s’emballe à partir du second quart du XIIe siècle du fait des troubles liés à la querelle des Investitures et à la lutte du sacerdoce et de l'Empire, ainsi qu’en raison de l’émergence de nouvelles familles puissantes venant concurrencer les pouvoirs établis. Outre les nouveaux châteaux, les sites castraux déjà existants, comme le Girbaden ou le Frankenbourg, sont agrandis voire entièrement reconstruits. Outre les grands châteaux tenus par la haute noblesse, il apparaît également à partir du XIIIe siècle une multitude de petits châteaux érigés par des ministériaux et des chevaliers, voire des écuyers.
La construction de nouveaux châteaux décline toutefois à partir du XIVe siècle, notamment en montagne. Nombre de ceux-ci sont abandonnés à partir du XVe siècle : le développement de l’artillerie et le renforcement des États réduit fortement leur valeur militaire, qui ne compense plus leur isolement, leur inconfort et leur coût d’entretien élevé aux yeux de la noblesse, qui préfère désormais vivre en ville. Quelques-uns sont toutefois modernisés, comme le Haut-Koenigsbourg ou le Schwarzenberg, mais seule une poignée garde un rôle militaire au-delà du XVIe siècle, comme le Lichtenberg ou le Landskron. Tandis que les châteaux de montagne sont simplement abandonnés, les châteaux de plaine sont transformés en manoirs, soit en rasant l’ancien château, soit en construisant simplement une nouvelle demeure dans sa basse-cour.

## Typologie

### Châteaux de hauteurs
Les châteaux de hauteur, dits aussi de montagne, sont implantés sur les sommets des Vosges et collines sous-vosgiennes. Environ deux cent châteaux de ce type sont connus. Leur situation isolée, à l’écart des zones les plus peuplées, a limité les déprédations et les destructions liées à la pression démographique. Les plus à l’écart souffrent néanmoins du déficit d’intérêt, les privant d’entretien et de restaurations ; certains châteaux encore assez bien conservés à la fin du XIXe siècle comme le Wassenberg ont ainsi entièrement disparus depuis.
Les châteaux de hauteur se caractérisent par l’utilisation de la topographie pour maximiser leur valeur défensive. Ils sont ainsi construits sur des sommets aux pentes escarpés et sur des rochers. Il existe également dans les Vosges du Nord un sous-type, le château semi-troglodytique, en partie aménagé dans le rocher, par exemple le Fleckenstein. Les châteaux de montagne sont construits majoritairement en pierre et leurs fossés sont toujours secs. La plupart disposent d’un donjon de type Bergfried, c’est-à-dire non habitable et exclusivement destiné au combat, mais quelques-uns lui préfèrent la tour habitat, comme le Ramstein, voire n’ont pas de donjon, comme le Haut-Hattstatt. La forme des Bergfried est assez variable : outre le carré et le cylindre, il n’est pas rare de trouver diverses formes de polygones, généralement avec un bec faisant face à l’attaque, comme au Bernstein. Les châteaux de montagne alsaciens se distinguent également par la présence de chemises, souvent hautes et hautes et épaisses, comme à l’Ortenberg, et de murs-bouclier comme au Wasenbourg.
Les sites de construction étant choisis d’abord pour leurs qualités défensives, la question de l’approvisionnement en eau est centrale pour les châteaux de hauteur. Moins d’une vingtaine de ces châteaux disposent de puits, leur creusement étant une entreprise coûteuse, complexe et incertaine. Beaucoup recourent donc à la citerne à filtration, un dispositif rare dans le reste de la France qui permet d’améliorer par filtration mécanique la qualité des eaux de ruissellement des toitures. Nombreux sont aussi ceux qui ne disposent que d’une citerne simple, remplie depuis une source extérieure par des canalisations ou par portage. Cette dépendance à une source extérieure à l’enceinte les rend toutefois sujets aux pénuries d’eau de qualité en cas de siège prolongé.

### Châteaux de plaine
Les châteaux de plaine sont implantés dans la plaine d’Alsace. En l’absence de relief, leur défense repose essentiellement sur des obstacles aménagés, à l’exception de quelques châteaux construits sur des îles du Rhin. Environ quatre cents châteaux de plaine sont connus, mais très peu ont survécus en raison de la pression démographique et agricole. Cette disparition a été facilitée du fait que la plupart de ces châteaux sont des affaires modestes, souvent de simples mottes. Les plus grands ouvrages appartiennent souvent au sous-type du Wasserburg, comme le château de Wasselonne ou le Rauschenbourg.